# Perversie
Perversie of perversiteit is in ruimere zin een ontsporing van het gevoelsleven of de aandriften die maakt dat men graag dingen doet die algemeen als weerzinwekkend worden beschouwd. De term wordt vaak gebruikt voor seksuele gedragingen die afwijken van het als normaal beschouwde patroon. Synoniemen zijn: 'verdorvenheid' en 'morbiditeit'. Het begrip komt uit het Latijn en is afgeleid van 'perversio' dat verdraaiing of omkering betekent.

## Seksuele perversie
Met perversie worden in engere zin alle niet op de voortplanting gerichte seksuele gedragingen aangeduid. De grens tussen 'normaal' en pervers gedrag is moeilijk te trekken. In de 21e eeuw wordt het woord 'perversie' in de psychologie en de seksuologie niet veel meer gebruikt. Men spreekt dan vaak over 'parafilie' wat bijzondere voorkeuren betekent.
Sigmund Freud gebruikte het begrip pervers voor alle seksuele gedragingen die niet vielen binnen de strenge volgorde voorspel-copulatie-naspel tussen man en vrouw. Orale seks, anale seks, rollenspel, homoseksualiteit, spelen met pijnprikkels (sadisme en masochisme), voyeurisme en exhibitionisme tijdens of rond de paring waren in zijn ogen perversies. Hiermee bedoelde hij geen waardeoordeel te geven, maar duidde hij aan dat het om ontspoord, dat wil zeggen ziekelijk gedrag ging. Het begrip pervers ging al snel een eigen leven leiden waarin het voor velen met psychopathie ging samenvallen. Het begrip kreeg een zeer negatieve betekenis.
In de openheid die ontstond als gevolg van de seksuele revolutie werd duidelijk dat sommige zogenoemde perversiteiten behoren tot de veelvoorkomende variaties binnen het seksuele gedrag van de mens.